# Айвазян, Багдасар Артёмович
Виктор (Багдасар) Артёмович Айвазян (27 января 1928 — 13 ноября 1999, Псков) — советский театральный актёр, заслуженный артист РСФСР.

## Биография
Виктор (Багдасар) Айвазян родился 27 января 1928 года. В начале актёрской карьеры играл в театрах Самарканда, Сталиногорска, Орла, Гомеля. В 1964—1990 годах служил в Псковском драматическом театре им. А. С. Пушкина. Играл комические и острохарактерные роли.
Умер 13 ноября 1999 года в Пскове, похоронен на Орлецовском кладбище Пскова.

## Награды и премии
- Заслуженный артист РСФСР (22.04.1982).

## Работы в театре
- «Человек и джентльмен» Э. Де Филиппе — Дженнардо
- «Что тот солдат, что этот» Б. Брехта — Гели Гей
- «Мещане» М. Горького — Перчихин
- «Борис Годунов» А. С. Пушкина — Юродивый
- «Кавказский меловой круг» Б. Брехта — Аздак
- «История в Эпидамне» Плавта — Щетка
- «Вечер» А. А. Дударова — Гастрит
- «Факультет ненужных вещей» по Ю. О. Домбровскому — Сталин